# Березники (Чугуївський район)
Березники́ — село в Україні, у Старосалтівській селищній територіальній громаді Чугуївського району Харківської області. Населення становить 59 осіб.

## Географія
Село Березники знаходиться за 2,5 км від Печенізького водосховища (річка Сіверський Донець), примикає до села Бугаївка. Від річки село відділяє сосновий ліс, за 2 км проходить автомобільна дорога Т 2104. Місцевість навколо села сильно заболочена.

## Історія
12 червня 2020 року, відповідно до розпорядження Кабінету Міністрів України № 725-р «Про визначення адміністративних центрів та затвердження територій територіальних громад Харківської області», село увійшло до складу  Старосалтівської селищної громади.
19 липня 2020 року в результаті адміністративно-територіальної реформи та ліквідації Вовчанського району увійшло до Чугуївського району.